# Tipula sibiriensis
Tipula sibiriensis är en tvåvingeart som beskrevs av Alexander 1925. Tipula sibiriensis ingår i släktet Tipula och familjen storharkrankar. Inga underarter finns listade i Catalogue of Life.